# Берос
Берос (правильнее Беро́сс, устаревшее Бероз, греч. Βηροσσός, эллинизированная форма аккадского имени «Бел-уцур» или «Белриушу»,  лат. Berossos, романиз. Berossus, др.-рус. Верос) (ок. 350/340 — 280/270 до н. э.) — вавилонский историк и астролог эллинистического времени.

## Биография
Известно, что Беросс был жрецом бога Бэла в Вавилоне во времена селевкидского царя Антиоха I Сотера (281—261 гг. до н. э.).
Беросс прославился написанным им на греческом языке сочинением по истории древней Месопотамии — «Вавилонская (халдейская) история» («Вавилоника — Babyloniaka», «Халдика — Chaldaika») в 3 томах, которое он посвятил царю Антиоху I Сотеру.
Возможно, что Бероссу принадлежит особый труд по астрономии, название которого известно в латинском варианте — «Procreatio». Однако, под данным названием могут упоминаться отрывки из 1-й книги исторического сочинения Беросса, в которой писалось о сотворении мира.

## Беросс у древних писателей
Сведения о Бероссе и его сочинениях сохранилось до нашего времени в отдельных отрывках, воспроизведённых рядом античных и средневековых авторов на различных языках (греческом, латинском, армянском, сирийском, древнерусском). На Беросса, в основном через хронологические и, в меньшей степени, через астрологические выдержки, ссылаются некоторые позднеантичные и средневековые языческие и христианские писатели.

### Античная греческо-латинская традиция
О Бероссе среди античных авторов писали на греческом языке: грамматик Аполлодор Афинский (около 180 — после 120 до н. э., «Хроника»), историк Александр Полигистор Милетский (около 100 — 40 до н. э., «Преемства»), доксограф Аетий (I век до н. э., «Мнения философов»), историк-иудей Иосиф Флавий (около 37 — около 100, «Иудейские древности», «Против Апиона»), астроном-философ Клеомед (вторая половина I века н. э., «О круговращении небесных тел»), географ Павсаний (около 110 — около 180, «Описание Эллады»), философ Клавдий Элиан (около 170 — после 222, «О природе животных». XII, 21), историк Абиден (около II века, «Об ассирийцах») и философ Атеней Навкратийский (рубеж II — III веков, «Пирующие софисты». Кн. 14, 639c).
Помимо этого, ещё и у Евдема Родосского (IV век до н. э.) приводился отрывок, соответствующий космогонии вавилонской поэмы «Энума элиш» («Когда наверху…»), взятый, очевидно, из Беросса. Намного позже, заимствуя у Евдема (имя Беросса при этом не упоминается), эти сведения из «халдейской теологии» приводит философ Дамаский Диадох (около 462 — после 538, «О началах: Апории…». III. 2.3.1, 125)
Имеются выдержки из Беросса и на латинском языке. Их приводят: архитектор Марк Витрувий Поллион (I век до н. э., «Об архитектуре»), философ Луций Анней Сенека Младший (4 до н. э. — 65 н. э., «Естественнонаучные вопросы»), писатель-эрудит Гай Плиний Старший (23 — 79, «Естественная история»), и римский грамматик Цензорин (середина III века, «О дне рождения»).

### Христианская традиция
Из греческих христианских писателей важные сведения о Бероссе оставили: Татиан (112 — 185, «Речь против эллинов»), Теофил Антиохийский (II век, «К Автолику»), Клемент Александрийский (около 150 — около 215, «Протрептик»), Евсебий Памфил Кесарейский (около 263 — 339, «Хроника», «Приготовление к Евангелию»), Георгий Синкелл (рубеж VIII — IX веков, «Избранная хронография»), Косма Индикоплевст (VI век, «Христианская топография») и Агафий Миринейский (536—582, «О царствовании Юстиниана»).
Среди латинских христианских писателей о Бероссе упоминает Квинт Септимий Флоренс Тертуллиан (165—240, «Апологетик»)

### Армянский язык
В армянской исторической традиции Беросса цитируют некоторые хронисты: историк Моисей Хоренский (около 410 — около 490, «История Армении») и армянский переводчик «Хроники» Евсевия Кесарийского (VI век).

### Сирийский язык
На сирийском языке Беросса в основном использовал яковитский патриарх Михаил Сирин (1126—1199, «Хроника»).

### Славянская традиция
В некоторых древнерусских переводах (Козьма Индикоплов, «Христианская топография», XV век), летописях («Густынская летопись», XVII век), азбуковниках и хронографах имеются краткие отрывки из Беросса (Вероса). Преимущественно это отрывки о допотопных царях, но не всегда со отсылкой к источнику. Имеются ссылки на Беросса и у Матвея Стрыйковского (1547 — между 1586 и 1593, «Хроника польская, литовская, жмудская и всей Руси». Кн. 1).

## «Вавилонская история»
«Вавилонская история (Вавилоника)» Беросса состояла из 3-х книг. Она представляла собой развернутую картину исторического развития Месопотамии от сотворения мира до владычества Ахеменидов. Книга, очевидно, предназначалась для греков и македонян, прибывших в регион в 331 до н. э. Подобно своему древнеегипетскому «коллеге» жрецу-историку Манефону, также писавшему свою «Египтику» в условиях повышения интереса эллинистических греков к истории Древнего Востока вследствие завоевательных походов Александра Македонского, Беросс основывал свой труд на аутентичных и достоверных материалах из храмовых и царских архивов и библиотек. Беросс писал в стиле хроники, оспаривая греческие взгляды на историю Востока. Сочинение Беросса обладало значительной исторической ценностью, несмотря на насыщенность материалами мифологического содержания.
Сочинение Беросса охватывает события от начала мира до Потопа (кн. I), от Потопа до Набонассара, то есть до 747  до н. э. (кн. II), от Набонассара до Александра Великого (кн. III).
Первая книга сочинения Беросса посвящена истории допотопной Месопотамии и содержит по большей части обработанные религиозные тексты и мифы, в том числе цикл мифов творения мира и человека. В частности, по цитатам других авторов можно восстановить изложенный вавилонским жрецом рассказ о сотворённом благим богом мудрости и воды Эа первом получеловеке-полурыбе Оаннесе, вышедшем из моря на землю, а также космогонию древних жителей Месопотамии и мифы о возникновении богов.
Вторая и третья книги описывают события после потопа, то есть историческую составную сочинения Беросса — собственно историю Старовавилонского и Нововавилонского царств и Ассирийской империи с приложенным списком царей. Событиям последних перед написанием труда веков отведена третья книга, которая, в частности, описывает падение Ассирии, возвышение Нововавилонского царства и персидское завоевание страны.
Изучение древних клинописных текстов обнаруживает соответствие им хронологических списков Беросса, а также известных нам деталей труда, например, имён семи братьев Оаннеса. Клинописные надписи подтверждают достоверность книги III и как исторического источника.

### Вавилонские цари по Бероссу и Астрономическому канону
Набонассар(ос)-------------------------------------------------------Нобонассар(ос) (Набу-нацир) (747 до н. э.), 14 лет
-----------------------------------------------------------------------------Надий(ос) (Набу-надин-зери), 2 года
Фул-----------------------------------------------------------------------Кинзер(ос) (Набу-мукин-зери) и Пор(ос) (Пулу), 5 лет
-----------------------------------------------------------------------------Илулай(ос) (Улулай), 5 лет
Мародах Балдан-----------------------------------------------------Мардокемпад(ос) (Мардук-апла-иддин II), 12 лет
-----------------------------------------------------------------------------Аркеан(ос) (Саргон II), 5 лет
«брат Сенехериба»--------------------------------------------------без царя, 2 года
Акис (Мардук-закир-шуми II), 30 дней-------------------------
Валад (Мардук-апла-иддин II вторично), 6 мес.-----------
Элиб(ос), 3 года--------------------------------------------------------Белиб(ос) (Бел-ибни) (702 до н. э.), 3 года
-------------------------------------------------------------------------------Апаранадий(ос) (Ашшур-надин-шуми), 6 лет
-------------------------------------------------------------------------------Регебел(ос) (Нергал-ушезиб), 1 год
-------------------------------------------------------------------------------Месесимордак(ос) (Мушезиб-Мардук), 4 года
Сенехериб (Синаххериб), 18 лет----------------------------------без царя, 8 лет
Асорданий, сын, 8 лет------------------------------------------------Асарадин(ос) (Асархаддон), 13 лет
Самог(ес), 21 год-------------------------------------------------------Саосдукин(ос) (Шамаш-шум-укин), 20 лет
Сарданапал(ос) (Ашшурбанапал), брат, 21 год---------------Кинеладан(ос) (Кандалану), 22 года
Набопалассор(ос) 21 год---------------------------------------------Набопалассар(ос) (Набопаласар), 21 год
Набокодросор(ос), сын, 43 года-----------------------------------Набоколассар(ос) (Навуходоносор II), 43 года
Эвилмарадух(ос) (Амилмарудох(ос)), сын, 2 г. (12 л.)------Иллоарудам(ос) (Амель-Мардук), 2 года
Нериглисар(ос), зять, 4 года----------------------------------------Неригасолассар(ос) (Нергал-шар-уцур), 4 года
Лаборосоардох(ос) (Лабаши-Мардук), 9 месяцев------------
Набоннид(ос) (Набоден(ос)), 17 лет-------------------------------Набонадий(ос) (Набонид), 17 лет
Кир(ос), сын Камбис(ес)а, 9 лет------------------------------------Кир(ос) (Кир II Великий), 9 лет.
Камбис(ес), 8 лет--------------------------------------------------------Камбис(ес) (Камбис II), 8 лет.
Дарей(ос), 36 лет--------------------------------------------------------Дарей(ос) первый (Дарий I Великий), 36 лет.
Ксеркс(ес)------------------------------------------------------------------Ксеркс(ес) (Ксеркс I), 21 год.
---------------------------------------------------------------------------------Артаксеркс(ес) первый (Артаксеркс I Макрохейр), 41 год
Дарей(ос)-------------------------------------------------------------------Дарей(ос) второй (Дарий II Нот) 19 лет.
---------------------------------------------------------------------------------Артаксеркс(ес) второй (Артаксеркс II Мнемон), 46 лет.
Артаксеркс(ес) Ох(ос)---------------------------------------------------Ох(ос) (Артаксеркс III Ох), 21 год.
----------------------------------------------------------------------------------Арог(ос) (Артаксеркс IV Арсес), 2 года.
----------------------------------------------------------------------------------Дарей(ос) третий (Дарий III Кодоман) 4 года.

## Астрономия и астрология
Витрувий сообщает, что Беросс основал на острове Кос астрологическую школу и таким образом познакомил греков с месопотамской астрологической традицией; он же приписывает Бероссу изобретение солнечных часов чашеобразной формы (так называемого скафиса). Возможно также, что именно Беросс познакомил греческих астрономов с шестидесятеричной системой счисления, издавна принятой в вавилонской астрономии.
Среди учеников Беросса известны астрологи Архинопол (IV — III вв. до н. э.) и Критодем (III век до н. э.).

## Память
В 1935 г. Международный астрономический союз присвоил имя Беросса кратеру на видимой стороне Луны.